# João Pedro Oliveira
João Pedro Oliveira nació en Lisboa en 1959. Es un compositor de música electroacústica y uno de los compositores portugueses más prominentes de su generación. Comenzó sus estudios en el Instituto Gregoriano de Portugal donde estudió órgano. Entre los años 1985 y 1990 viajó a E.U.A., como estudiante becario Fulbright, con el patrocinio de Gulbenkian Foundations, donde completó un postdoctorado y dos maestrías en Música en la University of New York en Stony Brook. 
Recientemente ha estado explorando las posibilidades de interacción entre los sonidos instrumentales y electrónicos y la mayoría de sus obras utilizan ambos recursos. Es catedrático en la Universidad de Aveiro (Portugal) donde enseña composición, música electroacústica y análisis musical. Ha contribuido al desarrollo de la nueva generación de compositores portugueses y muchos de sus alumnos han recibido ya distinciones a nivel nacional e internacional.
Ha publicado varios artículos en prensa y ha escrito algunos libros de teoría del análisis musical del siglo XX.

## Principales distinciones[3]
- Premio Magisterium en el Concurso de Música Electroacústica de Bourges (Francia) – 2008
- Premio Giga Hertz. 2008.
- Primer Premio en el Concurso de Música Electroacústica de Bourges (Francia) – 2007
- Primer Premio en la Roma Soundtrack Competition (Italia) - 2007
- Primer Premio en el Concurso Yamaha-Visiones Sonoras (México) - 2007
- Primer Premio en el concurso Musica Nova (República Checa) - 2007
- Primer Premio en el concurso Metamorphoses (Bélgica) - 2006
- Mención Honorífica en el Concurso de Música Electroacústica de Bourges (Francia) – 2005
- Obra seleccionada en la Tribuna Internacional de Música Electroacústica (Italia) - 2005
- Primer Premio en el concurso Musica Nova (República Checa) - 2005
- Segundo lugar en el concurso de Música Electroacústica de Sao Paolo
- Primer Premio en el concurso Earplay (San Francisco) - 2003
- Primer Premio en el Concurso de Música Electroacústica de Bourges (Francia) – 2002
- Primer Premio en el Concurso Alea III (E.U.A.) – 1996
- Primer Premio en el Concurso Joly Braga Santos en 1992 y 1994